# Idiogramma euryops
Idiogramma euryops là một loài tò vò trong họ Ichneumonidae.